# Бернгард Роґґе
Бернгард Роґґе (нім. Bernhard Rogge; 4 листопада 1899, Шлезвіг — 29 червня 1982, Райнбек) — німецький військово-морський діяч, віцеадмірал крігсмаріне, контрадмірал бундесмаріне. Кавалер Лицарського хреста Залізного хреста з дубовим листям.

## Біографія
На чверть єврей. Учасник Першої світової війни. Після демобілізації флоту залишений на службі в рейхсвері. З 10 грудня 1936 року командував навчальним судном «Горх Фок», а з 1 лютого 1938 по 6 вересня 1939 року — «Альберт Лео Шлагетер».
З 19 грудня 1939 року — командир допоміжного крейсера «Атлантіс», на якому з 31 березня 1940 року вів торгову війну на комунікаціях союзників у південній Атлантиці, в Тихому та Індійському океанах. 22 лютого 1941 року його корабель був сильно пошкоджений в бою з англійським крейсером «Девоншир» і потонув. До грудня 1941 року Рогге потопив 22 торгових судна союзників загальною водотоннажністю 145 698 брт.
З 15 квітня 1942 року — начальник штабу інспектора військово-морських навчальних закладів, з 1 березня 1943 року — інспектора військово-морських навчальних закладів. З 20 вересня 1944 року — командувач навчальним з'єднанням флоту, одночасно з 10 березня по 10 квітня 1945 року командував бойовою групою кораблів на Балтійському морі.
В серпні-вересня 1945 року інтернований союзниками. Брав активну участь у створенні бундесмаріне, з 30 вересня 1957 по 31 березня 1962 року — командувач 1-м військовим округом (Кіль), з 15 квітня 1958 року — одночасно командувач сухопутними військами НАТО в Шлезвіг-Гольштейні. 31 березня 1962 року вийшов у відставку.

## Нагороди
- Залізний хрест 2-го і 1-го класу
- Рятувальна медаль

- Почесний хрест ветерана війни з мечами (7 листопада 1934)
- Орден Священного скарбу 5-го класу (Японська імперія; березень 1936)
- Медаль «За вислугу років у Вермахті» 4-го, 3-го і 2-го класу (18 років; 2 жовтня 1936) — отримав 2 нагороди одночасно.
- Пам'ятна Олімпійська медаль (1936)

- Застібка до Залізного хреста 2-го і 1-го класу
- Лицарський хрест Залізного хреста з дубовим листям
  - Лицарський хрест (17 грудня 1940)
  - Дубове листя (№ 46; 31 грудня 1941) — нагороджений особисто Адольфом Гітлером у Вовчому лігві.
- Нагрудний знак допоміжного крейсера (1940) з діамантами (31 грудня 1941) — унікальна відзнака, заснована спеціально для Рогге; вручена одночасно з дубовим листям.
- Бронзова медаль «За військову доблесть» (Італія) (25 вересня 1941)
- Почесна катана національної організації Shochoku Seishin Shinko-kai (Японська імперія; 27 квітня 1942) — вручена імператором Хірохіто за передачу японському Генштабу захоплених у британців секретних даних (планів вторгнення); перший нагороджений-німець.
- Хрест Воєнних заслуг 2-го класу з мечами
- Нагрудний знак флоту (9 квітня 1945)
- Медаль «Повідь 1962» (16 або 17 лютого 1962)
- Командорський хрест ордена «За заслуги перед Федеративною Республікою Німеччина» (31 березня 1962)

## Світлини

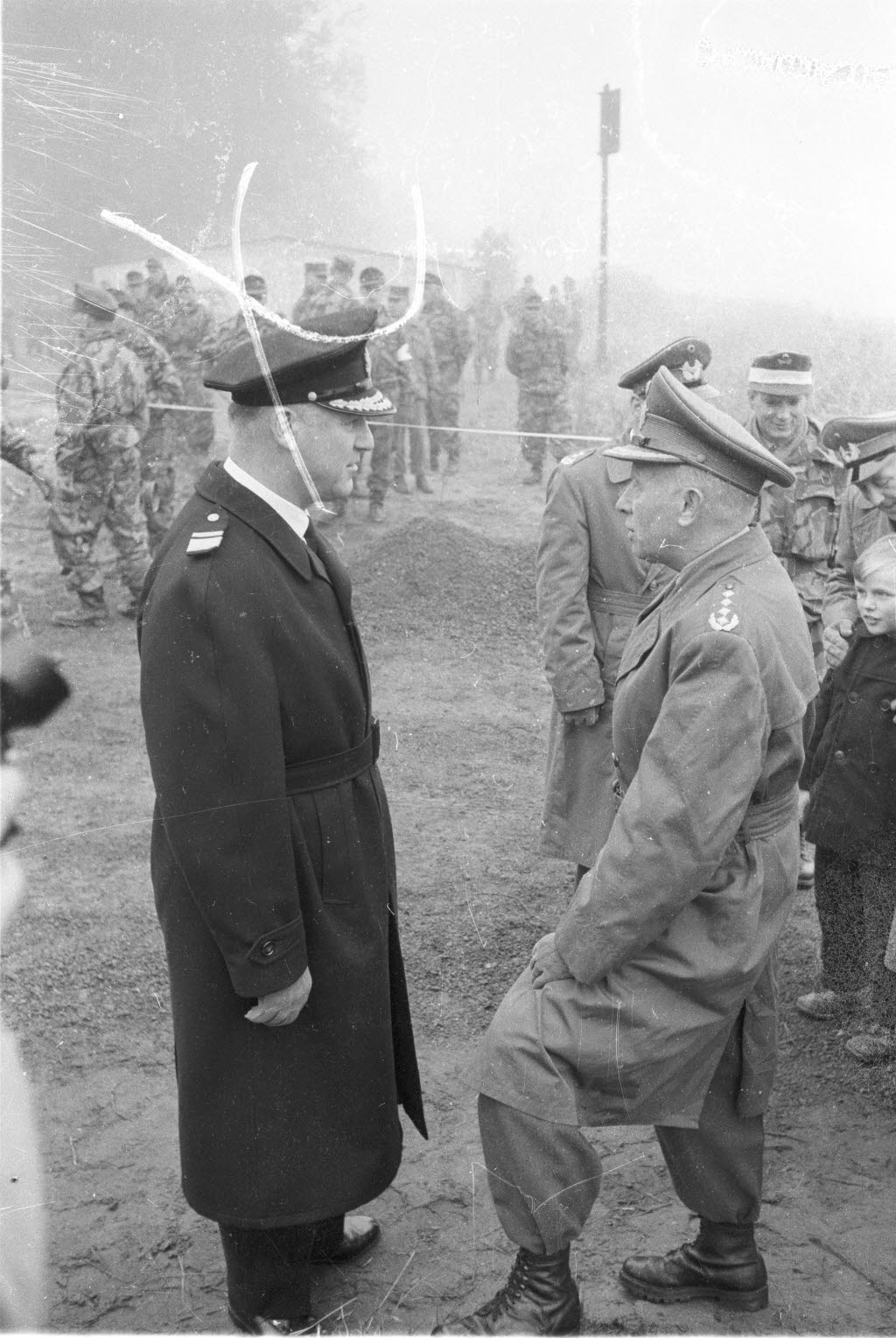
Генерал-інспектор бундесверу Адольф Гойзінгер (праворуч) і контр-адмірал Бернгард Рогге (ліворуч) (8 жовтня 1957).
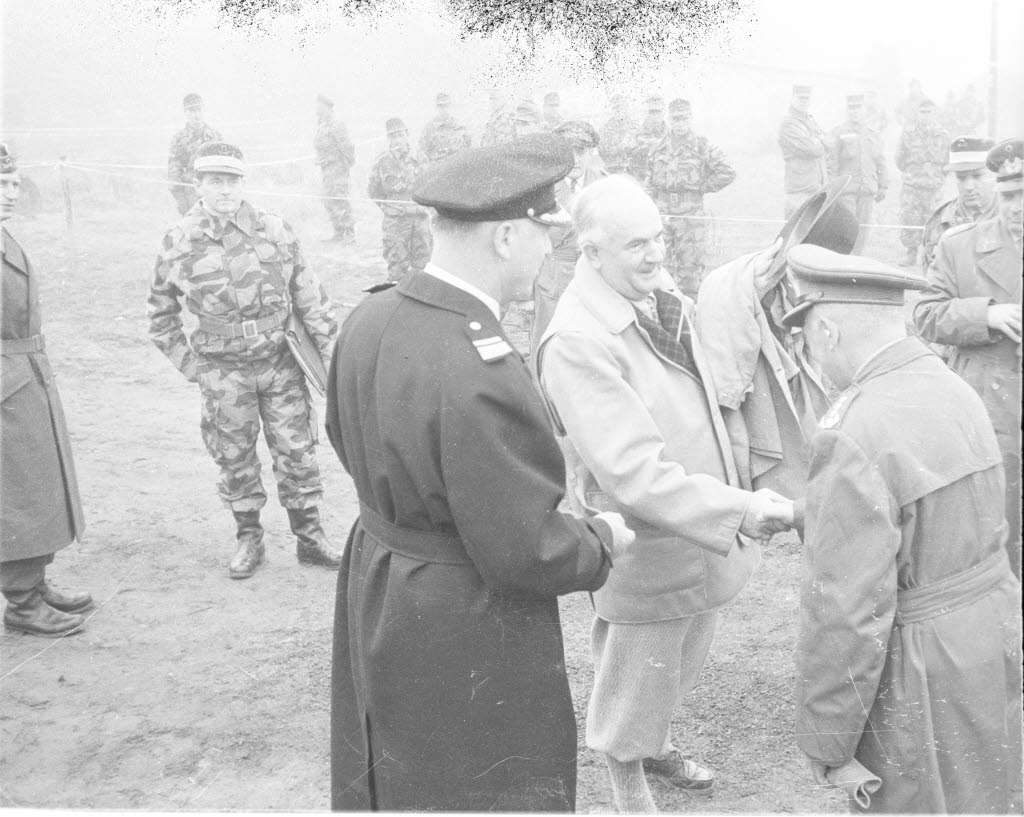
Контр-адмірал Рогге - в центрі, у чорній формі (8 жовтня 1957).
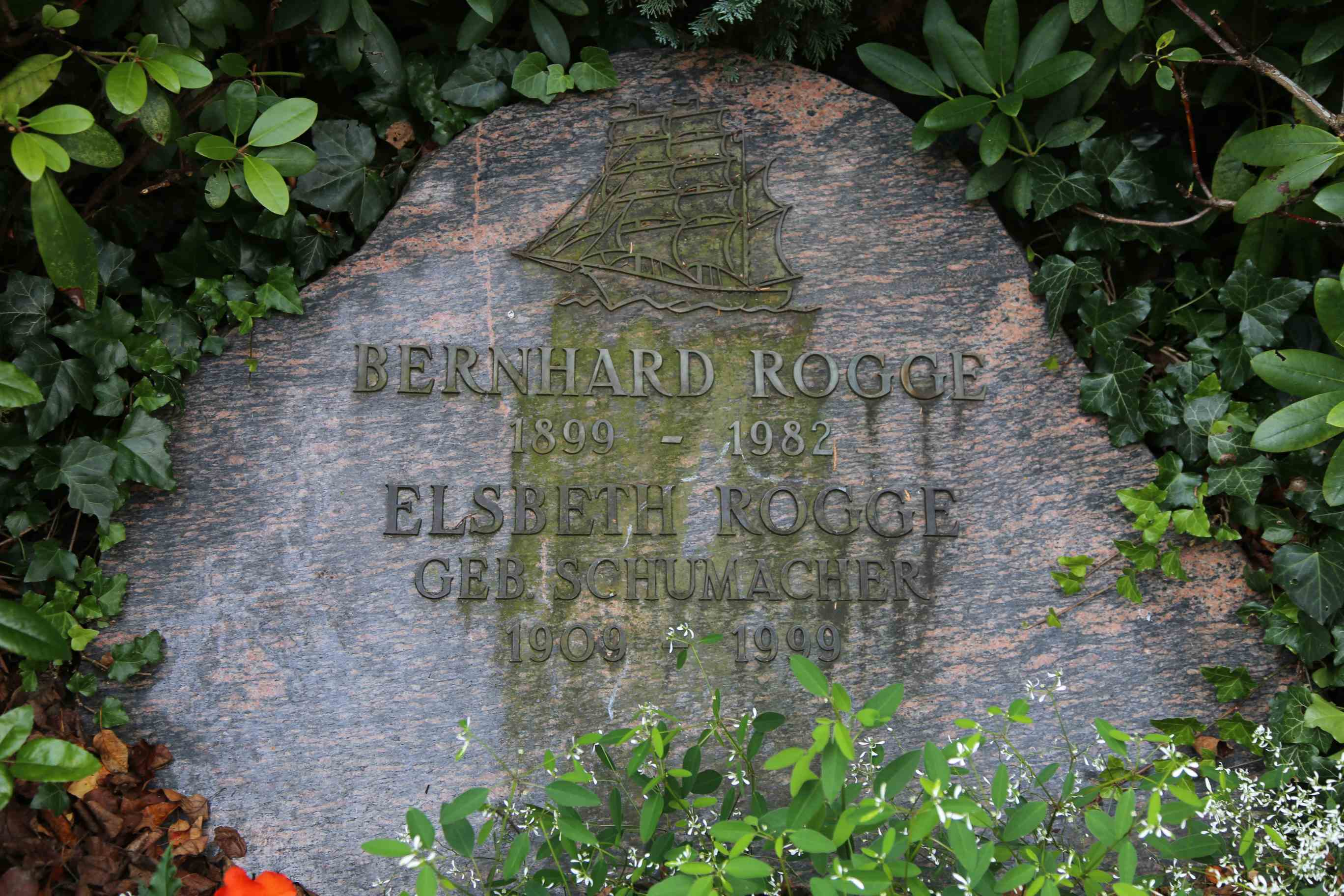